# 安実京町
安実京町（あじきょうちょう）は、愛知県豊田市の町名。

## 地理
豊田市の中央部に位置し、足助地区（旧東加茂郡足助町の町域にほぼ相当する）に属する。北は足助町、東は有洞町、南東は山谷町、南は葛沢町、西は東川端町と隣接する。落花生のような形状をした南北に長い町域を持ち、町域北部では矢作川支流の巴川の右岸に沿い、町域南部では巴川支流の神越（かみこし）川が縦貫し、町域の中央部にて2川は合流する。人家は主として2川の合流部付近から北部に及び、巴川右岸の山麓の傾斜地に散在している。
産業は農林業が中心である。また、兼業農家が多数を占める。

## 歴史

### 沿革
- 江戸期 - 寛永期の『三河国村々高附』においては「加茂郡あじつきやう村」、天保期の郷帳においては「加茂郡安実京村」という表記が見受けられる[6]。
- 1615年（元和元年） - 旗本原田半兵衛（大蔵陣屋）の知行地となる[7]。
- 1869年（明治2年） - 重原藩領となる[4]。
- 1871年（明治4年） - 大区小区制施行により、安実京村は第4大区第7小区に所属する[6]。
- 1878年（明治11年） - 郡区町村編制法施行により、加茂郡が東加茂郡と西加茂郡に分割される。これに伴い、安実京村の所属が加茂郡から東加茂郡に変更される[4]。
- 1884年（明治17年）7月 - 戸長役場設置に伴い、安実京村、綾渡村、有洞村、漆原村、大蔵連村、川端村、葛沢村、椿立村、戸中村、東大見村、御内蔵連村、室口村、山ケ谷村、山ノ中立村の14村が同組に組み込まれる[8]。
- 1889年（明治22年）10月1日 - 市制・町村制施行により、安実京村、綾渡村、有洞村、漆原村、大蔵連村、川端村、葛沢村、椿立村、戸中村、東大見村、御内蔵連村、室口村、山ケ谷村、山ノ中立村の14村が合併して東加茂郡金沢村（かなざわむら）が誕生する[9]。これに伴い、安実京村は金沢村大字安実京に継承される[4]。
- 1906年（明治39年）5月1日 - 金沢村のうち川端・大字戸中を除く10大字が賀茂村（がもむら）に編入される[10][11]。これに伴い、金沢村大字安実京は賀茂村大字安実京に継承される[4]。
- 1955年（昭和30年）4月1日 - 賀茂村が足助町に編入される[10]。これに伴い、賀茂村大字安実京は足助町大字安実京に継承される[4]。
- 2005年（平成17年）4月1日 - 足助町の豊田市への編入に伴い、住所表示が豊田市安実京町に変更される。

## 世帯数と人口
2019年（令和元年）7月1日現在の世帯数と人口は以下の通りである。
| 町丁     | 世帯数 | 人口 |
| -------- | ------ | ---- |
| 安実京町 | 6世帯  | 10人 |

### 人口の変遷
国勢調査による人口の推移
| 2005年（平成17年） | 17人 | [ 12 ] |  |
| 2010年（平成22年） | 17人 | [ 13 ] |  |
| 2015年（平成27年） | 15人 | [ 14 ] |  |

## 学区
市立小・中学校に通う場合、学区は以下の通りとなる。
| 番・番地等 | 小学校             | 中学校             |
| ---------- | ------------------ | ------------------ |
| 全域       | 豊田市立足助小学校 | 豊田市立足助中学校 |

## 施設
- 賀茂水力発電所

### 寺社
- 稲葉神社

旧安実京村村社。巴川左岸すなわち集落の対岸に位置する。
- 浄土宗西山深草派長福（ちょうふく）寺

「乳観音」と呼ばれる観音堂があり、母乳が出ない女性の参拝に対して霊験が認められるとされる。

## その他

### 日本郵便
- 郵便番号 : 444-2423[2]（集配局：足助郵便局[16]）。